# Radostice
Radostice település Csehországban, a Brno-vidéki járásban. Radostice Tetčice, Prštice, Omice, Střelice és Ořechov településekkel határos. Lakosainak száma 787 fő (2024. január 1.).

## Népesség
A település lakosságának változását az alábbi diagram mutatja:
| Lakosok száma | 224  | 406  | 572  | 808  | 703  | 762  | 775  | 772  | 760  | 787  |
|               | 1869 | 1900 | 1921 | 1961 | 1980 | 2011 | 2016 | 2019 | 2021 | 2024 |